# 1986 en aéronautique
Chronologie de l'aéronautique
- 1982
- 1983
- 1984
- 1985
- 1986
- 1987
- 1988
- 1989
- 1990

Cet article présente les faits marquants de l'année 1986 en aéronautique.

## Événements

### Janvier
- 14 janvier : un hélicoptère du Paris-Dakar s'écrase en plein désert malien faisant cinq morts dont le directeur de la course Thierry Sabine et le chanteur français Daniel Balavoine.
- 28 janvier : la navette américaine Challenger explose 73 secondes après son lancement provoquant la mort des sept astronautes de la mission.

### Février
- 15 février : premier vol de l'avion d'affaires Beechcraft Starship.
- 22 février : la Terre est désormais observée par un satellite français : Spot (Satellite pour l'observation de la Terre).

### Mars
- 13 mars : la sonde européenne Giotto passe à 600 km de la comète de Halley.

### Avril
- 15 avril : les États-Unis lancent l'Opération El Dorado Canyon qui consiste à bombarder des cibles sur le territoire libyen.
- 18 avril : décès de Marcel Dassault.

### Mai
- 10 mai : un CH-53 Sea Stallion israélien s'écrase tuant ses 54 occupants.
- 16 mai : sortie du film Top Gun aux États-Unis.
- 25 mai : Évasion par hélicoptère d'une prison d'Île-de-France.

### Juillet
- 4 juillet : le biréacteur de chasse Dassault Rafale A effectue son premier vol.
- 28 juillet : sept constructeurs  américains présentent leurs projets dans le cadre du contrat Advanced Tactical Fighter (en).

### Août
- 12 août : lancement de la fusée japonaise H-I.
- 17 août : Boeing livre son 5 000e avion de ligne, un 737-300 pour KLM.
- 26 août : premier test en vol du turbofan franco-américain CFM56

### Septembre
- 19 septembre : premier vol de l'avion d'attaque au sol ST Aerospace A-4SU Super Skyhawk, version singapourienne du A-4 Skyhawk.
- 23 septembre : premier vol de l'avion d'affaire italien Piaggio P180 Avanti.

### Octobre
- 31 octobre : l'US Air Force annonce que la compétition pour le programme Advanced Tactical Fighter (ATF) se déroulera entre Lockheed avec son Raptor et Northrop avec le Black Widow II.

### Novembre
- 6 novembre : un hélicoptère Boeing 243 Chinook appartenant à la compagnie British International Helicopters s'écrase au large des Shetland provoquant la mort de 45 des 47 occupants. Il s'agit du plus grave accident d'hélicoptère civil.
- 30 novembre : premier vol de l'avion de ligne néerlandais Fokker F100.

### Décembre

Le Rutan Voyager bouclant son tour du monde sans escale le 23 novembre 1986.

- 14 au 23 décembre : Dick Rutan et Jeanna Yeager signent, à bord du Rutan Voyager, le premier vol autour du monde sans escale ni ravitaillement en vol après un parcours estimé à 40 212 km.
- 31 décembre : premier vol de l'avion de chasse israélien IAI Lavi.

## Généralités
- L'industrie aéronautique des États-Unis livre 1 107 aéronefs militaires dont 708 destinés aux forces armées des États-Unis et 2 155 aéronefs civils dont 330 avions de transport, 330 hélicoptères et 1 495 appareils de l'aviation générale[1]
- McDonnell Douglas livre 53 F/A-18A Hornet et huit F/A-18B à la marine des États-Unis, 24 F/A-18A l'aviation du Corps des Marines des États-Unis, 30 AV-8B Harrier II à l'aviation du Corps des Marines.
- Grumman livre 24 F-14A Tomcat, 6 A-6E Intruder, 8 EA-6B Prowler et 6 E-2D Hawkeye à la marine des États-Unis
- Lockheed livre 9 P-3C Orion à la marine des États-Unis.
- Sikorsky livre 6 hélicoptères CH-53E Super Stallion à l'aviation du Corps des Marines.
- Kaman livre 10 hélicoptères SH-2 Seasprite à la marine des États-Unis.
- AAI Corp livre 3 systèmes de drones RQ-2 Pioneer soit 21 engins[2].